# Serranía El Ciprés
La Serranía El Ciprés, es un Santuario de la Naturaleza ubicado en la región de Valparaíso, Chile. La cual fue declarada Santuario de la naturaleza el 30 de mayo del 2006, por parte del Ministerio de Educación de Chile.
Su nombre fue dado en consecuencia a la gran presencia de Ciprés de la Cordillera (Austrocedeus Chilensis), el cual se encuentra en un estado vulnerable de conservación, además de que se encuentra el ejemplar vivo con una antigüedad de 1430 años, siendo el más longevo que se conoce.  El lugar ha sido caracterizado por tener un ecosistema con una amplia biodiversidad tanto en flora como fauna.

## Historia
Para el año 1780, se entregó el terreno de la Serranía del Asiento a un grupo de campesinos, quienes querían poder explotar y poseer la tierra a voluntad. Donde posteriormente se generaría la Comunidad Agrícola Serranía del Asiento (siglo XVIII).  Posteriormente fueron parte dela Comunidad Agrícola (1967) formando parte de la comunidad legal , donde se derivaron 1.700 hectáreas, de las cuales solo 1.114 serían posteriormente parte del Santuario de la Naturaleza Serranía El Ciprés.
El Asiento estaría ligada a la actividad minera, donde se establecieron yacimientos para la explotación de cobre, además de una actividad agrícola en torno al cultivo de legumbres y frutas, creando un gran movimiento económico en la zona.
El lugar fue conocido a nivel científico tras su encuentro en el año 1955, por parte de Schelgel en donde de forma casual vio la población de Ciprés de Cordillera. Posteriormente se han hecho estudios en la zona en consecuencia de las especias amenazadas del sector, la flora y vegetación, y la planificación y gestión del área.
El área de El Asiento ha llamado la atención por su entorno ideal para el estudio de la dendrocronología y su relación con el clima. Un ejemplos son los estudios de La Marche (1979) y Le Quesne (2006, 2009).
Tras un proyecto hecho en conjunto con la Corporación CIEM Aconcagua, la Comisión Nacional del medio ambiente, la corporación nacional forestal y el servicio agrícola y ganadero, se presentó al consejo de monumentos nacionales para que así La Serranía el Ciprés fuera considerado como Santuario de la Naturaleza. Lo que finalmente se llevó a cabo en el 2006 tras el Decreto Exento N.º 698.
En marzo del 2018 el sector se vio afectado por un incendio forestal donde 721 hectáreas eran parte del santuario, tras este hecho la Corporación Ciem Aconcagua desarrolló un proyecto de restauración ecológica.
El lugar se ve amenazado por hechos como incendios forestales y también por la actividad minera (y asociados), en las inmediaciones del Santuario se encuentran minas como Socavón y San Luis, además de que tres pertenecerían a mineras, donde cuatro serían faenas activas y doce irregulares, sin contar el uso de caminos vehiculares (3,5 kilómetros).

## Características

### Geología
La Serranía de El Ciprés se encuentra en la quebrada El Asiento y el Cerro Tabaco, en la comuna y provincia de San Felipe, Región de Valparaíso. Específicamente ubicada en la ladera oriente del Cerro El Tabaco, donde alcanza una altura de 2.342 m s. n. m., la parte más baja del Santuario es de 1.000 m de altitud. El área cuenta con una superficie aproximada de 1.114,8 hectáreas.
Topográficamente el área es constituida por: el lado norte, al cerro El Tabaco (donde alcanza su cumbre más alta- 2.432 m s. n. m.), por este los cerros Botija (2.110 m s. n. m.) y Puerta del Alto (2.193 m s. n. m.); por el sur, los cerros Las Cabras (1.830 m s. n. m.) y Lomas Renca (1684 m s. n. m.); y por el noreste, el cerro Bruno (2.196 m s. n. m.) y los faldeos del cerro Las Bateas (1.334 m s. n. m.).
Su división política administrativa el lugar es parte de región de Valparaíso, provincia de San Felipe de Aconcagua, y parte de las comunas de San Felipe, Putaendo y Catemu.

### Flora y vegetación

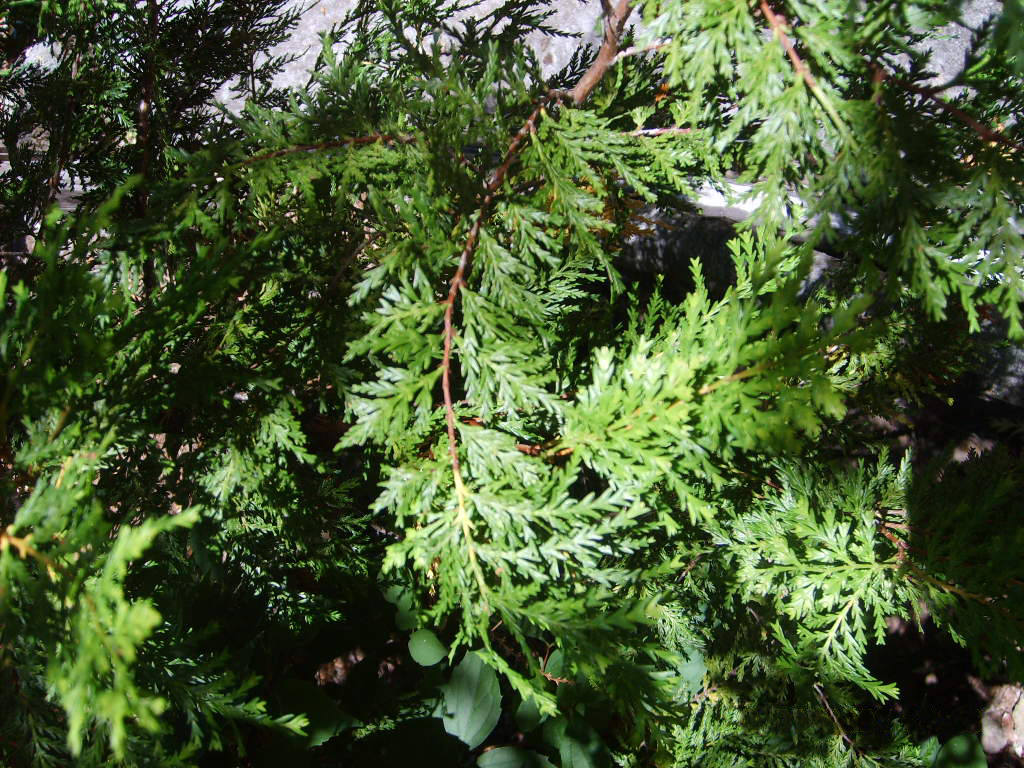
Ciprés de Cordillera. Árbol característico del Santuario, por el cual lleva su nombre.

Existen alrededor de 197 grupos emparentados (taxa.), de los cuales 293 pertenecientes a especies, 183 a géneros y 74 familias. Dentro de esta área con gran diversidad se encuentran 272 (92,8%) especias nativas, de las cuales 145 (53,3%) son endémicas chilenas y 21 (7,2%) alóctonas asilvestradas.
Especies en Estado de Vulnerabilidad encontradas en el área:
- Citronella mucronat
- Eriosyce aurata
- Placea ornata
- Porlieria chilensis
- Prosopis chilensis

Se encuentra el bosque y matorral esclerófilo, ocupando partes de la quebrada, y las laderas sur y norte (zonas más altas). Por le cerro El Tabaco se puede apreciar la estepa altoandina, además del bosque de Ciprés de Cordillera (característica principal del lugar).

### Fauna
Para el año 2006 se tenía registro de 48 especies de vertebrados terrestres, 30 especies de aves, 9 de reptiles, 7 especies de mamíferos y 2 especies de anfibios. De las cuales 17 estaban con problemas de conservación, 13 son endémicas de Chile y 3 son introducidas.
También se pueden encontrar una variedad de reptiles que se encuentran en un estado de conservación Peligro de Extinción, tales como:
- Matuasto
- Iguana chilena
- Lagartija negra venenosa.

Además de tener dos especies amenazadas de anfibio:
- Rana chilena
- Sapo de rulo

En las zonas más latas habitan tanto pumas como cóndores.

## Otras informaciones importantes
- Se han encontrados vestigios arqueológicos que datan la presencia de seres humanos en el sector desde hace más de 3.000 años.[1]
- El lugar cuenta con un clima mediterráneo árido,  con una zona transicional con el clima mediterráneo semiárido, lo que aumenta la tendencia hacia un clima mediterráneo. Se ha generado un aumento en la amplitud térmica diaria y anual.[3]